# Stenotarsus luluensis
Stenotarsus luluensis là một loài bọ cánh cứng trong họ Endomychidae. Loài này được Arrow miêu tả khoa học năm 1948.